# Hexatoma subcandidipes
Hexatoma subcandidipes är en tvåvingeart som beskrevs av Alexander 1979. Hexatoma subcandidipes ingår i släktet Hexatoma och familjen småharkrankar.
Artens utbredningsområde är Ecuador. Inga underarter finns listade i Catalogue of Life.